# 葉保弟
葉保弟（1999年2月23日—），為台灣棒球選手，目前效力於中華職棒台鋼雄鷹，守備位置為外野手。原為台鋼雄鷹自主培訓球員，後於2023年5月13日獲球團肯定，轉為正式球員，同時也成為台鋼雄鷹隊史首位從自主培訓球員轉為正式球員。

## 經歷
- 新北市新埔國小少棒隊
- 新北市新泰國中青少棒隊
- 台北市陽明高中青棒隊
- 義守大學棒球隊
- 中華職棒台鋼雄鷹隊訓練員（2022年10月～12月）
- 中華職棒台鋼雄鷹隊自主培訓選手（2022年12月～2023年5月）
- 中華職棒台鋼雄鷹隊（2023年5月～）

## 場下
葉保弟的應援曲以嗩吶作為伴奏，搭配球團為其特別改造的應援詞，結合台灣傳統道教信仰中的「保生大帝」，以其名字諧音變成「保勝大弟」，使葉保弟的應援曲成為2024年最洗腦的應援曲之一。
葉保弟的應援曲也間接讓台鋼雄鷹啦啦隊WING STARS成員「一粒」爆紅，一粒在一次春訓比賽中跳應援曲的畫面被專門拍攝啦啦隊的攝影師記錄下來並上傳至YouTube上，洗腦的旋律搭配一粒的舞蹈在網路上引起熱烈回響，更有網友直言要將葉保弟送入明星賽、連署希望葉保弟不要下到二軍。
2024年中華職棒明星賽，葉保弟順利入選，並在第一場比賽於6局下上場，現場也響起他的應援曲，也讓全場球迷歡聲雷動，而葉保弟本人更是在上場打擊前跟著跳，帶動現場氣氛。

## 職棒生涯成績
| 年度 | 球隊     | 出賽 | 打數 | 安打 | 全壘打 | 打點 | 盜壘 | 四死 | 三振 | 壘打數 | 雙殺打 | 打擊率 | 上壘率 | 長打率 | OPS   |
| ---- | -------- | ---- | ---- | ---- | ------ | ---- | ---- | ---- | ---- | ------ | ------ | ------ | ------ | ------ | ----- |
| 2024 | 台鋼雄鷹 | 42   | 106  | 19   | 0      | 5    | 4    | 6    | 35   | 22     | 2      | 0.179  | 0.223  | 0.208  | 0.431 |
| 合計 | 1年      | 42   | 106  | 19   | 0      | 5    | 4    | 6    | 35   | 22     | 2      | 0.179  | 0.223  | 0.208  | 0.431 |

## 外部連結
- 葉保弟在台灣棒球維基館上的頁面（繁體中文）
- 葉保弟在中華職棒官網
- 葉保弟在Baseball-Reference.com（小聯盟以及海外聯盟）（英语）